# Elecciones estatales de Renania del Norte-Westfalia de 1958
Las elecciones al parlamento de Renania del Norte-Westfalia de 1958 tuvieron lugar el 6 de julio.
La campaña electoral fue fuertemente dependiente de la política económica del canciller Konrad Adenauer. En particular, la política nuclear fue el foco de la discusión. 
Ninguno de las partidos anunció una coalición en la campaña, pero el principal candidato de la CDU, Karl Arnold, defendía una gran coalición con el SPD. Desde las elecciones parlamentarias de 1957, Arnold había sido  miembro del Bundestag, pero tenía la meta (después de su caída en 1956) de convertirse en primer ministro nuevamente, tras haber sido depuesto del cargo por Fritz Steinhoff del SPD. El SPD hizo campaña bajo el lema "¡Que la ciudad y el país continúen con Steinhoff!". El FDP hizo campaña con: "La paz laboral en el Rin y Ruhr". Al Partido Comunista de Alemania (KPD), ilegalizado por el Tribunal Constitucional de Alemania en 1956, no se le permitió competir. El partido ya no estaba representado en el Parlamento desde 1954, ya que sus escaños habían sido anulados. El Zentrum ya no podía contar con la ayuda de la CDU. 
La campaña electoral se vio ensombrecida por la repentina muerte de Karl Arnold. Murió el 29 de junio de 1958 en Düsseldorf de un ataque al corazón.
La muerte de Arnold no afectó a la CDU, ya que ganó la mayoría absoluta de escaños y votos y pudo gobernar en solitario, siendo este hasta hoy su mejor resultado en el estado. El SPD, por otro lado, obtuvo ganancias pero no pudo superar a la CDU. Los grandes perdedores fueron los partidos pequeños y el FDP.

## Resultados
| Partido | Partido        | Votos     | %     | Candidatos | Mand. directos | Escaños |
| ------- | -------------- | --------- | ----- | ---------- | -------------- | ------- |
|         | CDU            | 4.011.419 | 50,47 | 150        | 92             | 104     |
|         | SPD            | 3.115.738 | 39,20 | 150        | 58             | 81      |
|         | FDP            | 566.258   | 7,12  | 150        |                | 15      |
|         | DP             | 125.696   | 1,58  | 147        |                |         |
|         | Zentrum        | 83.720    | 1,05  | 86         |                |         |
|         | DRP            | 43.299    | 0,54  | 81         |                |         |
|         | DSU            | 540       | 0,01  | 2          |                |         |
|         | DG             | 220       | 0,00  | 1          |                |         |
|         | BdD            | 176       | 0,00  | 1          |                |         |
|         | Independientes | 1.112     | 0,01  | 3          |                |         |
| Total   | Total          | 7.948.178 |       | 771        | 150            | 200     |

## Post-elección
Franz Meyers (CDU) fue elegido por primera vez como ministro-presidente, con 103 votos a favor y 94 abstenciones.